# Irving Chernev
Irving Chernev (Txernev) (Moscou, 29 de gener de 1900 – San Francisco, 29 de setembre de 1981) fou un prolífic escriptor d'escacs russo-estatunidenc.

## Biografia
Va néixer probablement a Moscou, (tot i que algunes fonts indiquen que ho feu a Priluki, a Ucraïna) i va emigrar als Estats Units el 1920. Chernev tenia una força de joc equivalent a la d'un mestre nacional, i estava obsessionat amb els escacs. Va escriure sobre ell mateix que "probablement he llegit més sobre escacs, i jugat més partides, que cap altre home en tota la història."

### Escriptor d'escacs
En Chernev va escriure 20 llibres d'escacs, entre ells: Chessboard Magic!; The Bright Side of Chess; The Fireside Book of Chess (amb Fred Reinfeld); The Most Instructive Games of Chess Ever Played; 1000 Best Short Games of Chess; Practical Chess Endings; Combinations: The Heart of Chess; i Capablanca's Best Chess Endings. El 1945, conjuntament amb Kenneth Harkness va escriure An Invitation to Chess, que va esdevenir un dels més exitosos llibres d'escacs mai escrits. De tota manera, potser el seu llibre més famós fou Logical Chess: Move by Move, editat per primer cop el 1957. El llibre conté 33 partides clàssiques entre 1889 i 1952, jugades per destacats mestres com Capablanca, Alekhin, i Tarrasch, i les explica de manera instructiva. L'editorial Batsford en va publicar el 1998 una versió en notació algebraica, amb petites variacions sobre el text original.

## Llibres
- Chess Strategy and Tactics (amb Fred Reinfeld); Black Knight 1933[3]
- Curious Chess Facts; Black Knight 1937[3]
- Chessboard Magic!; Chess Review 1943[3]
- An Invitation to Chess (amb Kenneth Harkness); Simon & Schuster 1945[3]
- Winning Chess Traps; Chess Review 1946[3]
- The Russians Play Chess; McKay 1947[3]
- The Bright Side of Chess; McKay 1948[3]
- Winning Chess (amb Fred Reinfeld); Simon & Schuster 1948[3]
- The Fireside Book of Chess (amb Fred Reinfeld); Simon & Schuster 1949[3]
- 1000 Best Short Games of Chess; Simon & Schuster 1955[3]
- Logical Chess: Move by Move; Simon & Schuster 1957[3]
- Combinations: The Heart of Chess; Crowell 1960[3]
- Practical Chess Endings; Simon & Schuster 1961[3]
- The Most Instructive Games of Chess Ever Played; Simon & Schuster 1965[3]
- The Chess Companion; Simon & Schuster 1968[3]
- Chess in an Hour (amb Frank Marshall); Sentinel 1968[3]
- Wonders and Curiosities of Chess; Dover 1974[3]
- The Golden Dozen (títol canviat posteriorment per Twelve Great Chess Players and Their Best Games); Oxford 1976[3]
- Capablanca's Best Chess Endings; Oxford 1978[3]
- The Compleat Draughts Player; Oxford 1981[4][5]
- 200 Brilliant Endgames; Simon & Schuster 1989[3]